# Histioteuthis reversa
Histioteuthis reversa, là một loài mực Histioteuthis. Nó phân bố ở Đại Tây Dương và Thái Bình Dương, nó đã được ghi nhận ngoài khơi bờ biển của Canada, Nhật Bản, Madeira, Namibia,, New Zealand, Tây Ban Nha, Suriname, và Hoa Kỳ.
H. reversa có áo dài đến 19 cm.